# Plauen, Dresden
Plauen är en stadsdel i sydvästra Dresden med ungefär 9 600 invånare (2003).
Redan på 1200-talet fanns det en by här vid floden Weißeritz med många kvarnar och smedjor. Under 1700-talet fick utvecklingen av orten ett rejält lygt, då Gottlieb Traugott Bienert utvecklade en industrialiserad kvarn här. Vid mitten av 1800-talet fick Paluen en järnvägsstation när järnvägslinjen Albertbahn från Dresden till Tharandt och Freiberg öppnades.
Här i närheten bodde också Napoleon I:s spion, grevinnan Charlotte von Kielmannsegg.
Under 1900-talet byggdes många villor som undkom bombningen av Dresden. Gatnätet kännetecknas av många riktigt branta gator samt halvcirkelformade gator.
I stadsdelen ligger Gymnasium Dresden-Plauen, 55. Mittelschule samt ett daghem och en grundskola.